# Шпичник
Шпичник (словен. Špičnik) — поселення в общині Кунгота, Подравський регіон‎, Словенія.